# 宫明活佛
宫明活佛（藏語：སྒོ་མང་，威利转写：sgo mang）汉文历史上曾有不同译法，是藏传佛教格鲁派活佛，极受土尔扈特部崇奉，驻锡新疆和静县巴仑台黄庙。

## 沿革
宫明活佛是早期新疆卫拉特蒙古四部之一土尔扈特部的最有影响力的藏传佛教活佛。“宫明”是藏语，意为“多门”、“大门”、“天门”。该名在史料中又作郭莽、果莽、郭芒、果芒、郭茂、古码、共明等。“宫明”得名于哲蚌寺果莽扎仓的“果莽”，二者在藏文中完全相同。这是由于一世宫明活佛顿鲁布嘉措曾任哲蚌寺果莽扎仓的堪布。
历世宫明活佛的事迹尚无完整的文献作为参考，只有许多传说流传下来。藏文《果莽大圣大宝本生辰》称，宫明活佛在顿鲁布嘉措之前，已经有10位转世化身，他们都是早期的阿罗汉。顿鲁布嘉措则是其后诸世宫明活佛的前身。顿鲁布嘉措（又作顿鲁布嘉木措）是土尔扈特蒙古从额尔齐斯河向西迁至伏尔加河流域后，派赴西藏学习的喇嘛之一。他学习刻苦、智慧超人、文采飞扬。后来，他到拉萨哲蚌寺果莽扎仓任堪布，获得了“宫明”、“嘉木措”的称号。据说他还是西藏四大经师之一。《卫拉特历史宗教研究》书中称：“第一世宫明活佛是顿鲁布嘉木措，是土尔扈特人，在朋楚克汗时期从伏尔加河来到西藏哲蚌寺学习佛经。1673年，担任哲蚌寺果莽扎仓堪布，当时他充当在果莽扎仓学习佛法的嘉木样协巴一世之法师。”
后来，第一、二世宫明活佛在新疆卫拉特蒙古诸地弘化，为藏传佛教在这些地方的传播，特别是在伏尔加河土尔扈特部的弘传作出了巨大贡献。因此，宫明活佛日后受到土尔扈特部崇奉。

## 历世宫明活佛
| 世数   | 生年   | 坐床年份 | 卒年   | 汉文姓名                      | 藏文姓名 |
| ------ | ------ | -------- | ------ | ----------------------------- | -------- |
| 第一世 | ？     | ——       | ？     | 顿鲁布嘉措                    |          |
| 第二世 | ？     | ？       | ？     | 宫明·尕桑伯尔拉西日布却吉扎参 |          |
| 第三世 | ？     | ？       | ？     | 宫明·罗桑青里丹增             |          |
| 第四世 | ？     | ？       | ？     | 宫明·尕桑伯尔拉扎参           |          |
| 第五世 | ？     | ？       | ？     | 宫明·罗桑伯尔拉丹增           |          |
| 第六世 | ？     | ？       | ？     | 宫明·尕旺尼玛                 |          |
| 第七世 | 1840年 | ？       | ？     | 宫明·罗桑西日布丹增伯尔拉嘉措 |          |
| 第八世 | 1916年 | 1922年   | ？     | 宫明·丹增尼玛                 |          |
| 第九世 | 1932年 | 1935年？ | 1987年 | 宫明·姜巴曲日木               |          |
| 第十世 | 1991年 | 1994年   | 在世   | 宫明·丹贝久美                 |          |